# Нідерландська водна лінія оборони
Нідерландська водна оборонна лінія — об'єкт Світової спадщини Нідерландів, що складається з двох основних компонентів: оборонної лінії Амстердама, внесеної до Списку світової спадщини в 1996 році, та Нової голландської водної лінії, внесеної до списку у 2021 році. Через останнє розширення назву всесвітньої спадщини також було змінено на загальну назву «Голландська водна оборонна лінія».
Нідерландська водна оборонна лінія простягається від Амстердама та Ейсселмера до Бісбоша поблизу Веркендама. Вона включає форти навколо Амстердама, які є частиною оборонної лінії Амстердама, а також форти та оборонні споруди нової голландської водної лінії. Розширення у 2021 році додало нову голландську водну лінію як зразок унікальної військової оборонної системи, яка простягається на понад 85 км і базується на полях затоплення, гідравлічних установках, серії оборонних споруд і військових фортів.